# Тынчтык (Отуз-Адырский айылный аймак)
Тынчтык (кирг. Тынчтык) — село в Кара-Сууском районе Ошской области Кыргызстана. Входит в состав Отуз-Адырского айылного аймака.

## География
Село расположено в северо-западной части области, на берегу канала Савай, на расстоянии приблизительно 5 километров (по прямой) к востоку от города Кара-Суу, административного центра района.

## Население
Согласно оценочным данным Национального статистического комитета Кыргызской Республики, численность населения села на начало 2023 года составляла 230 человек.
| год     | 2014 | 2015 | 2020 | 2021 | 2023 |
| ------- | ---- | ---- | ---- | ---- | ---- |
| человек | 0    | 0    | 0    | 0    | 230  |